# Liste des films soviétiques sortis en 1969
Cet article présente une liste de films produits en Union soviétique en 1969.

## 1969
Les titres en français sont en grande majorité des traductions et non les titres attribués par les distributeurs dans les pays francophones.
Pour le classement annuel, la liste des titres a été établie en se basant sur les répertoires des pages Wikipédia en russe documentées par Longs métrages soviétiques. Catalogue annoté complétées par les listes des sites «kino-teatr» et «kinopoisk» d'où le nombre important de films que l'on trouve dans les références.
Pour les titres où l'on manque de précisions, seule l'année est indiquée : année de réalisation, année de sortie ou les deux ?. Bien que cela puisse paraître superflu, 1969 est inscrit pour chacun de ces titres pour montrer que la vérification a été faite.
On remarque que, la plupart du temps, il n'y a pas de première pour les courts métrages ainsi que pour les dessins animés et les documentaires de courte durée.
| Titre | Titre original                                                                                             | Date de sortie                                            | Réalisateur |
| --- | --- | --------------------------------------------------------- | --- |
| Adieu aux nuits blanches                                                                                                  | ru:Проводы белых ночей (фильм)                                                                             | 1er mai 1969                                              | Ioulian Aleksandrovitch Panitch (ru) |
| L'Âge de la transition (film, 1968)                                                                                       | ru:Переходный возраст (фильм, 1968)                                                                        | 21 avril 1969                                             | Richard Viktorov |
| À la guerre comme à la guerre                                                                                             | ru:На войне как на войне (фильм)                                                                           | 23 février 1969                                           | Viktor Tregoubovitch |
| À la treizième heure de la nuit                                                                                           | ru:В тринадцатом часу ночи                                                                                 | 1969                                                      | Larissa Chepitko |
| L'Amour de Serafim Frolov                                                                                                 | ru:Любовь Серафима Фролова                                                                                 | 8 juin 1969                                               | Semion Issaïevitch Toumanov (ru) |
| Âne, hareng et balai | ru:Осёл, селёдка и метла                                                                                   | 1969                                                      | Туганов, Эльберт Азгиреевичfr=Elbert Azguireïevitch Touganov (ru)                                                                                       |
| L'Ange à la calotte | ru:Ангел в тюбетейке                                                                                       | 21 aout 1969                                              | Chaken Kenjetaïevitch Aïmanov (ru) |
| Annytchka | ru:Аннычка                                                                                                 | 27 mai 1969 à Moscou                                      | Boris Viktorovitch Ivtchenko |
| Antochka | ru:Антошка                                                                                                 | 6 mai 1969                                                | Leonid Viktorovitch Nossyrev (ru) |
| Attends-moi, Anna | ru:Жди меня, Анна                                                                                          | 29 septembre 1969                                         | Valentine Nikolaïevitch Vinogradov (ru) |
| Attends un peu ! (numéro 1)                                                                                               | ru:Ну, погоди! (выпуск 1)                                                                                  | 14 juin 1969                                              | Viatcheslav Kotionotchkine |
| Attention, tsunami ! | ru:Внимание, цунами!                                                                                       | 6 décembre 1969                                           | Gueorgui Jungwald-Khilkevitch |
| Au coin de la rue, tournez                                                                                                | ru:За поворотом — поворот                                                                                  | 8 décembre 1969 à Moscou                                  | Oļģerts Dunkers |
| Au pays des leçons pas apprises                                                                                           | ru:В стране невыученных уроков                                                                             | 4 juin 1969                                               | Iouri Aleksandrovitch Prytkov (ru) |
| Au pied de Naïzatas | ru:У подножья Найзатас                                                                                     | 1969                                                      | Khouat Achirbekovitch Abousseïtov |
| Ballerine sur un bateau                                                                                                   | ru:Балерина на корабле                                                                                     | 1969                                                      | Lev Atamanov |
| La Belle | ru:Красавица (фильм)                                                                                       | 27 décembre 1969 en diffusion restreinte                  | Arūnas Žebriūnas |
| Besoin d'un gardien | ru:Нужен привратник                                                                                        | 1969 en URSS                                              | Gueorgui Dmitrievitch Vode (ru) |
| Le Bras de diamant | ru:Бриллиантовая рука                                                                                      | 28 avril 1969 en URSS                                     | Leonid Gaïdaï |
| Le Cadavre vivant | ru:Живой труп (фильм, 1968)                                                                                | 8 septembre 1969                                          | Vladimir Venguerov |
| Le Calife Cigogne | ru:Калиф-аист                                                                                              | 1969                                                      | Vladimir Aleksandrovitch Khramov |
| Carrousel 4 histoires en 1969 : Mosaïque, Antochka, Giovanni le distrait, Eh bien, attendez !                             | ru:Весёлая карусель (Мозаика, Антошка, Рассеянный Джованни, Ну, погоди! )                                  | 6 mai 1969                                                | réalisés respectivement par Galina Sergueïevna Barinova (ru), Leonid Viktorovitch Nossyrev (ru), Anatoli Alekseïevitch Petrov (ru) et Guennadi Sokolski |
| Cavaliers de la révolution                                                                                                | ru:Всадники революции                                                                                      | 17 février 1969 à Moscou                                  | Kamil Yarmatov |
| Cécile est morte | ru:Сесиль умерла (телеспектакль)                                                                           | 28 décembre 1969                                          | Viatcheslav Vladimirovitch Brovkine (ru) |
| C'est le moment | ru:Это мгновение                                                                                           | 23 juin 1969                                              | Emil Loteanu |
| C'était dans le renseignement                                                                                             | ru:Это было в разведке                                                                                     | 12 mai 1969                                               | Lev Solomonovitch Mirski (ru) |
| La Chanson d'Alkine | ru:Алкина песня                                                                                            | 1969                                                      | Vitali Vassilievitch Gonnov |
| Le Châtiment (film, 1969)                                                                                                 | ru:Возмездие (фильм, 1967)                                                                                 | 19 mai 1969                                               | Alexandre Stolper |
| Le Chevalier des rêves | ru:Рыцарь мечты                                                                                            | 10 février 1969                                           | Vadim Derbeniov |
| Chez la dame riche | ru:У богатой госпожи                                                                                       | 8 septembre 1969                                          | Leonid Ianovitch Leïmanis (ru) |
| Chute de givre | ru:Падающий иней                                                                                           | 18 aout 1969                                              | Viktor Illarionovitch Ivtchenko (ru) |
| Les Cinq du ciel | ru:Пятеро с неба                                                                                           | 21 juillet 1969                                           | Vladimir Chredel |
| Le Cœur de Bonivour | ru:Сердце Бонивура (фильм)                                                                                 | 21 octobre 1969 à la télévision à Moscou                  | Mark Evseïevitch Orlov (ru) |
| Colonel Wolodyjowski | ru:Пан Володыёвский (фильм)                                                                                | 28 mars 1969 à Varsovie                                   | Jerzy Hoffman |
| La Colonie Lanfier | ru:Колония Ланфиер (фильм)                                                                                 | 11 aout 1969 à Moscou                                     | Jan Schmidt |
| Commandant à Lauterburg                                                                                                   | ru:Комендант Лаутербурга                                                                                   | 1969                                                      | Pavel Romanovitch Reznikov |
| Le Conte de Kolobok | ru:Сказка про Колобок                                                                                      | 9 février 1969                                            | Natalia Mikhaïlovna Tchervinskaïa (ru) |
| Conversation d'homme | ru:Мужской разговор (фильм)                                                                                | 17 février 1969                                           | Igor Vladimirovitch Chatrov (ru) |
| Coup de feu au col du Karach                                                                                              | ru:Выстрел на перевале Караш                                                                               | 8 décembre 1969 à Moscou                                  | Bolotbek Chamchiev |
| Crash | ru:Крах (фильм)                                                                                            | 26 mai 1969                                               | Vladimir Aleksandrovitch Tchebotariov (ru) |
| Créer une rivalité | ru:Сотвори бой                                                                                             | 4 aout 1969                                               | Nikolaï Artemievitch Kalinine (ru) |
| Demain, le trois avril...                                                                                                 | ru:Завтра, третьего апреля…                                                                                | 6 décembre 1969                                           | Igor Maslennikov |
| Le Dernier Détournement                                                                                                   | ru:Последний угон                                                                                          | 11 aout 1969                                              | Baras Tsyretarovitch Khalzanov (ru) |
| Des pas sur le sol | ru:Шаги по земле                                                                                           | 14 juin 1969 à la télévision                              | Igor Mikhaïlovitch Dobrolioubov (ru) |
| Le Détective du village                                                                                                   | ru:Деревенский детектив (фильм)                                                                            | 17 mars 1969                                              | Ivan Vladimirovitch Loukinski (ru) |
| Djamilia | ru:Джамиля (фильм, 1968)                                                                                   | 13 octobre 1969                                           | Irina Poplavskaïa |
| Djirtdan | ru:Джиртдан (мультфильм)                                                                                   | 1969                                                      | Elchin Afandiyev |
| Eaux neutres (film, 1968)                                                                                                 | ru:Нейтральные воды (фильм, 1968)                                                                          | 14 avril 1969                                             | Vladimir Borissovitch Berenchteïn (ru) |
| L'Effondrement (film) | ru:Крах (фильм)                                                                                            | 26 mai 1969                                               | Vladimir Aleksandrovitch Tchebotariov (ru) |
| Eh bien, attends un peu !                                                                                                 | ru:Ну, погоди! (мультфильм, 1969)                                                                          | 1969                                                      | Guennadi Sokolski |
| En route pour Berlin | ru:На пути в Берлин                                                                                        | 14 juillet 1969 en URSS                                   | Mikhaïl Ivanovitch Erchov (ru) |
| L'Erreur d'Honoré de Balzac                                                                                               | ru:Ошибка Оноре де Бальзака                                                                                | 6 janvier 1969                                            | Timofeï Vassilievitch Levtchouk (ru) |
| L'Expérience du docteur Abst                                                                                              | ru:Эксперимент доктора Абста                                                                               | 1er juin 1969 en URSS                                     | Anton Grigorievitch Timonichine (ru) |
| L'Explosion après minuit                                                                                                  | ru:Взрыв после полуночи                                                                                    | 13 octobre 1969 à Moscou                                  | Erazm Aleksandrovitch Karamian (ru) et Stepan Agabekovitch Kevorkov (ru)                                                                                |
| Explosion blanche | ru:Белый взрыв                                                                                             | 19 décembre 1969                                          | Stanislav Govoroukhine |
| Fille des neiges | ru:Снегурка (мультфильм)                                                                                   | 1969                                                      | Vladimir Dmitrievitch Degtiariov (ru) |
| La Fille et l'éléphant | ru:Девочка и слон                                                                                          | 1969                                                      | Leonid Alekseïevitch Amalrik (ru) |
| Les Fils de la patrie | ru:Сыны Отечества                                                                                          | 21 avril 1969 à Moscou                                    | Latif Abidovitch Faïziev (ru) |
| Les Frères Karamazov | ru:Братья Карамазовы (фильм, 1968)                                                                         | 10 janvier 1969, épisodes 1 et 2. Février 1969, épisode 3 | Kirill Lavrov, Mikhaïl Oulianov et Ivan Pyriev |
| Les Frères Saroian | ru:Братья Сарояны                                                                                          | 12 juin 1969 à Erevan                                     | Khoren Babkenovitch Abramian (ru) et Arkadi Petrovitch Aïrapetian (ru)                                                                                  |
| Le Fugueur de Iantarny | ru:Беглец из "Янтарного" (1968)                                                                            | 24 mars 1969                                              | Evgueni Vassilievitch Briountchouguine (ru) et Igor Aleksandrovitch Vetrov (ru)                                                                         |
| Le Garçon d'or | ru:Золотой мальчик (мультфильм)                                                                            | 1969                                                      | Vadim Kourtchevski |
| Giovanni le distrait | ru:Рассеянный Джованни                                                                                     | 6 mai 1969                                                | Anatoli Alekseïevitch Petrov (ru) |
| Gladiateur | ru:Гладиатор (фильм, 1969)                                                                                 | 5 septembre 1969 à Tallinn                                | Velio Karlovitch Kiasper (ru) |
| Le Grand Froid | ru:Великие холода (мультфильм)                                                                             | 1969                                                      | Nikolaï Nikolaïevitch Serebriakov (ru) |
| Grands-mères et petits-enfants                                                                                            | ru:Бабушки и внучата                                                                                       | 10 mai 1969                                               | Nana Bidzinovna Mouïedlidze (ru) |
| Guéna le crocodile | ru:Крокодил Гена (мультфильм)                                                                              | 15 décembre 1969                                          | Roman Katchanov |
| Gulf Stream | ru:Гольфстрим (фильм, 1968)                                                                                | 26 mai 1969                                               | Vladimir Zakharovitch Dovgan (ru) |
| Hamlet | ru:Гамлет (фильм-балет, 1969)                                                                              | 1969                                                      | Sergueï Sergueïevitch Evlakhichvili (ru) |
| L'Histoire d'un tchékiste                                                                                                 | ru:Повесть о чекисте                                                                                       | 17 novembre 1969                                          | Boris Dourov et Stepan Filippovitch Poutchinian (ru) |
| L'Inscription sur la maison en rondins                                                                                    | ru:Надпись на срубе                                                                                        | mai 1969                                                  | Rostislav Babitch |
| Je me souviens de toi, professeur                                                                                         | ru:Я помню тебя, учитель                                                                                   | 30 décembre 1969                                          | Hasan Seyidbeyli |
| Je suis son épouse | ru:Я его невеста                                                                                           | 10 novembre 1969                                          | Naoum Mikhaïlovitch Trakhtenberg (ru) |
| Jouravouchka | ru:Журавушка                                                                                               | 7 avril 1969                                              | Nikolaï Moskalenko |
| Le Jour du mariage | ru:В день свадьбы                                                                                          | 16 juin 1969                                              | Vadim Vassilievitch Mikhaïlov (ru) |
| Juin, début de l'été | ru:Июнь, начало лета                                                                                       | 1er décembre 1969 en diffusion restreinte                 | Raimondas Vabalas |
| Karine (film) | ru:Каринэ (фильм)                                                                                          | mars 1969 à Moscou                                        | Arman Khristoforovitch Manarian (ru) |
| Koura l'indomptable | ru:Кура неукротимая (фильм)                                                                                | 13 avril 1969 à Bakou                                     | Huseyn Seyidzade |
| La Légende de la forêt (film)                                                                                             | ru:Лесная легенда (фильм)                                                                                  | 6 janvier 1969                                            | Leïda Rikhardovna Laïous (ru) |
| Loin à l'Ouest | ru:Далеко на западе                                                                                        | 24 mars 1969                                              | Alexandre Feinzimmer |
| Le Maître de la taïga | ru:Хозяин тайги                                                                                            | 8 juillet 1969                                            | Vladimir Aleksandrovitch Nazarov (ru) |
| Makhtoumkouli (film, 1968)                                                                                                | ru:Махтумкули (фильм, 1968)                                                                                | 1er juin 1969 à Moscou                                    | Alty Karliev (ru) |
| Malédiction | ru:Злая судьба, 1969                                                                                       | 1969                                                      | Miroslav Ilitch Djindjiriristy |
| Mélodie de Varsovie | ru:Варшавская мелодия                                                                                      | 1969                                                      | Rouben Simonov |
| Le Mois volé | ru:Украденный месяц                                                                                        | 1969                                                      | Piotr Nikolaïevitch Nossov (ru) |
| Mon ami Nodar | ru:Мой друг Нодар                                                                                          | juin 1969 à Moscou                                        | David Evguenievitch Rondeli (ru) |
| Mon père est capitaine | ru:Мой папа — капитан                                                                                      | 25 aout 1969                                              | Vladimir Sergueïevitch Bytchkov (ru) |
| Mort d'un philatéliste | ru:Смерть филателиста                                                                                      | 1er décembre 1969                                         | Gueorgui Kalatozichvili |
| Mosaïque | ru:Мозаика (мультфильм)                                                                                    | 6 mai 1969                                                | Galina Sergueïevna Barinova (ru) |
| Moscou en partitions | ru:Москва в нотах                                                                                          | 31 aout 1969                                              | Igor Aronovitch Gostev (ru) et Heinz Liesendahl Heinz Liesendahl Heinz Liese                                                                            |
| Les Musiciens de Brême | ru:Бременские музыканты (мультфильм)                                                                       | avril 1969                                                | Inessa Alekseïevna Kovalevskaïa (ru) |
| Ne sois pas triste | ru:Не горюй!                                                                                               | 22 décembre 1969                                          | Gueorgui Danielia |
| Niveau de risque (film, 1968)                                                                                             | ru:Степень риска (фильм, 1968)                                                                             | 10 février 1969                                           | Ilia Aleksandrovitch Averbakh (ru) |
| Noir comme moi | ru:Чёрный, как я (фильм, 1969)                                                                             | 7 décembre 1969                                           | Tynis Khansovitch Kask (ru) |
| Non justiciable | ru:Неподсуден                                                                                              | 25 aout 1969                                              | Vladimir Krasnopolski et Valeri Ivanovitch Ouskov (ru)                                                                                                  |
| Nos connaissances (film, 1968)                                                                                            | ru:Наши знакомые                                                                                           | 2 juin 1969                                               | Ilia Iakovlevitch Gourine (ru) |
| Nous et nos montagnes | ru:Мы и наши горы                                                                                          | 14 septembre 1969                                         | Guenrikh Sourenovitch Malian (ru) |
| Nous recherchons une tache                                                                                                | ru:Мы ищем кляксу (мультфильм)                                                                             | 1969                                                      | Vladimir Polkovnikov |
| La Nouvelle | ru:Новенькая (фильм)                                                                                       | 7 avril 1969                                              | Pavel Lioubimov |
| La Nuit avant l'aube | ru:Ночь перед рассветом                                                                                    | 14 juin 1969                                              | Anatoli Alekseïevitch Slessarenko (ru) |
| Oh vous ! Ouah ! Regarde, toi !                                                                                           | ru:Эх, ты! Ух, ты! Ишь, ты!                                                                                | 1969                                                      | Kheïno Iaakovitch Pars (ru) |
| Oumka | ru:Умка (мультфильм)                                                                                       | 1969                                                      | Vladimir Izraïlevitch Pekar (ru) et Vladimir Popov |
| Le Parapluie de grand-mère                                                                                                | ru:Бабушкин зонтик                                                                                         | 1969                                                      | Lev Issaakovitch Miltchine (ru) |
| Le Piano blanc | ru:Белый рояль (фильм)                                                                                     | 30 juin 1969 à Moscou                                     | Moukadas Makhmoudov (ru) |
| Pirosmani | ru:Пиросмани (фильм)                                                                                       | 28 décembre 1969                                          | Gueorgui Chenguelaia |
| Plus un (1967) | ru:Плюс единица                                                                                            | 10 avril 1969                                             | Iouri Stepanovitch Steptchouk (ru) |
| Premier amour (film, 1968)                                                                                                | ru:Первая любовь (фильм, 1968)                                                                             | 9 février 1969 à la télévision                            | Vassili Sergueïevitch Ordynski (ru) |
| Première fille | ru:Первая девушка                                                                                          | 10 mars 1969                                              | Boris Vladimirovitch Iachine (ru) |
| La Princesse capricieuse                                                                                                  | ru:Капризная принцесса                                                                                     | 1969                                                      | Valentina Semionovna Broumberg (ru) et Zinaïda Semionovna Broumberg (ru)                                                                                |
| Printemps | ru:Весна (фильм, 1969)                                                                                     | 20 décembre 1969                                          | Arvo Kruusement |
| Le Punisseur | ru:Каратель (фильм, 1969)                                                                                  | 4 aout 1969                                               | Manos Zakharias (ru) |
| Quand j'étais petit (film)                                                                                                | ru:Когда я был маленьким (фильм)                                                                           | juin 1969 à Vilnius                                       | Alguirdas Araminas (ru) |
| Que la vie soit ! | ru:Да будет жизнь!                                                                                         | 25 décembre 1969 en diffusion restreinte                  | Almantas Grikevičius |
| Quelle jeunesse ! | ru:Ну и молодёжь!                                                                                          | 11 juin 1969                                              | Revaz Tchkheidze |
| Le Renard, l'ours, la moto et le side-car                                                                                 | ru:Лиса, медведь и мотоцикл с коляской                                                                     | 1969                                                      | Piotr Nikolaïevitch Nossov (ru) |
| Rencontre à la vieille mosquée                                                                                            | ru:Встреча у старой мечети                                                                                 | 1er janvier 1969                                          | Soukhbat Madjidovitch Khamidov (ru) |
| Rencontres à l'aube | ru:Встречи на рассвете                                                                                     | 16 juin 1969                                              | Edouard Aleksandrovitch Gavrilov (ru) et Valeri Ivanovitch Kremniov (ru)                                                                                |
| Retour de l'Olympe | ru:Возвращение с Олимпа                                                                                    | 1969                                                      | Alexandra Snejko-Blotskaïa |
| Le Retour du commandant                                                                                                   | ru:Возвращение командира                                                                                   | 27 octobre 1969                                           | Damir Ismaïlovitch Salimov (ru) |
| Roque dans la longueur | ru:Рокировка в длинную сторону                                                                             | 30 décembre 1969                                          | Vladimir Nikolaïevitch Grigoriev (ru) |
| La Route bleue (film, 1968)                                                                                               | ru:Синий маршрут (фильм, 1968)                                                                             | février 1969 à Moscou                                     | Jardem Smaïlovitch Baïtenov |
| Les Saisons | ru:Времена года (мультфильм, 1969)                                                                         | 1er janvier 1969                                          | Iouri Norchteïn et Ivan Ivanov-Vano |
| Saisons (film à sketchs) avec Dans la forêt d'avril, Le Quatrième Pape, Sur la route, Les enfants sculptent dans la neige | ru:Времена года (киноальманах) ("В апрельском лесу","Четвертый папа", "При дороге", "Дети лепят из снега") | 4 janvier 1969 à la télévision                            | Vladimir Krasnopolski et Valeri Ivanovitch Ouskov (ru)                                                                                                  |
| Sans nom | ru:Безымянные (фильм, 1969)                                                                                | 1969                                                      | Vikenti Serkov |
| Sayat Nova | ru:Цвет граната                                                                                            | 1er octobre 1969                                          | Sergueï Paradjanov |
| Scouts (film) | ru:Разведчики (фильм)                                                                                      | 19 mai 1969                                               | Alekseï Filimonovitch Chvatchko (ru) et Igor Anatolievitch Samborski                                                                                    |
| Sept Vieillards et une fille                                                                                              | ru:Семь стариков и одна девушка                                                                            | 16 mars 1969 à la télévision                              | Evgueni Efimovitch Karelov (ru) |
| Seulement trois nuits | ru:Только три ночи                                                                                         | 24 octobre 1969                                           | Gavriil Eguiazarov |
| Snegourotchka (film, 1968)                                                                                                | ru:Снегурочка (фильм, 1968)                                                                                | 30 aout 1969                                              | Pavel Kadotchnikov |
| La Soif au bord du ruisseau                                                                                               | ru:Жажда над ручьем                                                                                        | juin 1969                                                 | Iouri Valentinovitch Kalev et Konstantine Timofeïevitch Ossine                                                                                          |
| Le Soldat et la Tsarine                                                                                                   | ru:Солдат и царица (фильм)                                                                                 | 30 aout 1969                                              | Viktor Titov |
| Souriez à votre voisin | ru:Улыбнись соседу                                                                                         | 17 janvier 1969 à la télévision                           | Vladimir Aleksandrovitch Khramov |
| Le Témoin clé | ru:Главный свидетель (фильм, 1969)                                                                         | 22 septembre 1969                                         | Aïda Ivanovna Manassarova (ru) |
| La Tente rouge | ru:Красная палатка (фильм)                                                                                 | 12 décembre 1969 en Italie                                | Mikhaïl Kalatozov |
| Tous les soirs à onze heures                                                                                              | ru:Каждый вечер в одиннадцать                                                                              | 22 septembre 1969                                         | Samson Samsonov |
| 13 missions | ru:13 поручений                                                                                            | 30 juillet 1969                                           | Vadim Grigorievitch Lyssenko (ru) |
| Les Trésors des roches flamboyantes                                                                                       | ru:Сокровища пылающих скал                                                                                 | 18 aout 1969 en URSS                                      | Evgueni Firsovitch Cherstobitov (ru) |
| Triste rivière (film) | ru:Угрюм-река (фильм)                                                                                      | 15 avril 1969 à la télévision                             | Iaropolk Leonidovitch Lapchine (ru) |
| Un amour de Tchekhov | ru:Сюжет для небольшого рассказа                                                                           | entre le 23 aout et le 5 septembre 1969                   | Sergueï Ioutkevitch |
| Un dixième du chemin | ru:Десятая доля пути                                                                                       | 28 juillet 1969                                           | Iouri Nikolaïevitch Doubrovine (ru) |
| Un gars et une fille | ru:Парень и девушка (фильм, 1968)                                                                          | 28 juillet 1969 à Moscou                                  | Outchkoun Egamberdievitch Nazarov (ru) |
| Un nid de gentilshommes                                                                                                   | ru:Дворянское гнездо (фильм)                                                                               | 25 aout 1969 en URSS                                      | Andreï Kontchalovski |
| Un vieux, très vieux conte                                                                                                | ru:Старая, старая сказка                                                                                   | 20 aout 1969                                              | Nadejda Kocheverova |
| Une chance sur mille | ru:Один шанс из тысячи                                                                                     | 29 mai 1969 en URSS                                       | Levon Sourenovitch Kotcharian (ru) |
| Une vieille connaissance                                                                                                  | ru:Старый знакомый                                                                                         | 29 décembre 1969 en URSS                                  | Igor Ilinski et Arkadi Nikolaïevitch Koltsaty (ru) |
| Valse | ru:Вальс (фильм, 1969)                                                                                     | 8 novembre 1969 à la télévision                           | Viktor Titov |
| Vieilles Chansons géorgiennes,                                                                                            | uk:Старовинна грузинська пісня (фільм, 1969) (en géorgien : ძველი ქართული სიმღერა)                         | 5 janvier 1969                                            | Otar Iosseliani |
| 24-25 ne revient pas | ru:24-25 не возвращается                                                                                   | 28 avril 1969 à Moscou                                    | Aloizs Brenčs et Rostislav Arkadievitch Goriaïev (ru)                                                                                                   |
| Virineïa (film) | ru:Виринея (фильм)                                                                                         | 3 mars 1969                                               | Vladimir Fetine |
| Winnie l'ourson | ru:Винни-Пух (мультфильм)                                                                                  | 19 juillet 1969                                           | Fiodor Khitrouk |
| Youri Gagarine | ru:Юрий Гагарин (фильм)                                                                                    | 1969                                                      | Iouri Petrovitch Salnikov |
| Zinka | ru:Зинка (фильм)                                                                                           | aout 1969                                                 | Svetlana Droujinina |